# Нова Капела
Нова Капела (на хърватски: Nova Kapela) е село и община в Бродско-посавска жупания, Хърватия.
Според преброяването от 2011 г. има 4227 жители, 98,5% от които хървати.